# Deronectes vestitus
Deronectes vestitus är en skalbaggsart som först beskrevs av Friedrich-August von Gebler 1848.  Deronectes vestitus ingår i släktet Deronectes och familjen dykare. Inga underarter finns listade i Catalogue of Life.